# Neustadt (Hildesheim)
Die Neustadt ist ein Stadtteil der niedersächsischen Stadt Hildesheim. Sie wurde zwischen 1212 und 1216 gegründet und war bis zu ihrer zwangsweisen Vereinigung mit der Hildesheimer Altstadt zu Beginn des 19. Jahrhunderts eine selbstständige Gemeinde. Heute bildet sie zusammen mit dem Stadtteil Stadtmitte eine Ortschaft im Sinne des niedersächsischen Kommunalverfassungsgesetzes.

Plan der Neustadt

## Geschichte
Vor der Gründung der Neustadt lagen südöstlich von Hildesheim mehrere Dörfer, von denen Losebeck – 1147 in einer Urkunde genannt – sich ungefähr im Bereich des heute „Goschentor“ genannten Platzes und des Lambertifriedhofes ausdehnte und damit der Stadt am nächsten lag. Nicht weit davon lag an der Innerste das Dorf Hohnsen, an das noch heute ein Straßenname erinnert. Weitere Dörfer in diesem Bereich waren Harlessem, an das ebenfalls ein Straßenname erinnert, und Wackensen. Nach der Gründung der Neustadt wurden diese Dörfer zu Wüstungen, da sich ihre Bewohner in der neu gegründeten Stadt ansiedelten. Die Neustadt wurde 1221 zum ersten Mal in einer Urkunde schriftlich genannt, ihr alleiniger Stadtherr wurde 1226 gemäß einem Schutzbrief König Heinrichs VII. der Hildesheimer Dompropst.
Um 1200 oder 1215 gründete der Propst des Hildesheimer Domes unmittelbar südöstlich von Hildesheim an der Handelsstraße nach Goslar eine Siedlung, die den Namen Neustadt erhielt. Sie sollte – wie auch die 1196 westlich von Hildesheim gegründete Dammstadt – einen Gegenpol bilden zu dem aufstrebenden, wirtschaftlich starken Hildesheim, das um 1270 bereits rund 5000 Einwohner zählte und sich dem Einfluss des Bischofs immer mehr entzog. Die Neustadt wurde wie andere im Mittelalter neu gegründete Städte planmäßig angelegt, mit geraden Straßen und einem annähernd quadratischen Marktplatz. Noch heute sind die Umrisse der Neustadt im Stadtplan erkennbar, da sich ihre regelmäßig nach einem bestimmten geometrischen Muster angelegten Straßen deutlich von dem unregelmäßigen Straßenmuster der Altstadt abheben. Die Neustadt bildet ein Rechteck mit einer Seitenlänge von etwas über 500 m in Ost-West- und von etwa 450 m in Nord-Süd-Richtung, in dessen Mitte sich der Neustädter Markt befindet.
Die Neustadt schaffte sich eine für mittelalterliche Verhältnisse beachtliche Infrastruktur: Sie verfügte wie andere Städte über ein Rathaus, ein Waisenhaus in der Keßlerstraße sowie in der heutigen Goschen- und Annenstraße jeweils über ein Hospital. In der heute „Neustädter Stobenstraße“ genannten Straße befand sich ein 1428 erstmals erwähntes öffentliches Bad, damals als „Badestube“ bezeichnet. Schon bald wurde die Neustadt mit einem Ring von Befestigungen mit Wällen und Gräben umgeben: Im Osten wurde 1285 das Braunschweiger Tor errichtet, gegen 1300 das Goschentor im Südosten, etwa 1348 das Brühltor im Südwesten und 1412 das Kempentor im Nordwesten. Durch das Kempentor konnte man über den heutigen Friesenstieg die Hildesheimer Altstadt erreichen, ebenso durch das Brühltor über die heute „Gelber Stern“ genannte Straße. Um 1300 wurde der Kehrwiederturm errichtet, der heute ein Wahrzeichen Hildesheims ist.
Die Altstadt grenzte sich durch eine Verstärkung ihrer bereits vorhandenen Stadtmauer von der Neustadt ab. Immer wieder gab es Streitigkeiten zwischen Alt- und Neustadt. Wegen der unsicheren Zeiten, der vielen Kriege und Fehlden hatten jedoch beide Seiten ein Interesse an einer sicheren Befestigung nach außen hin, auch schien es vorteilhaft, beide unmittelbar nebeneinander liegenden Städte gemeinsam zu verteidigen. Daher wurden zum Beispiel 1512 und 1514 gemeinsame Arbeiten an Wällen und Gräben unternommen. Zum Schutz beider Städte legten die Neustädter 1512 den Sandgraben an, dessen Verlauf der heutigen Gartenstraße entspricht. Schließlich waren Alt- und Neustadt gemeinsam von einem ausgedehnten System von Wällen und Gräben umgürtet, das bis 1810 Bestand hatte.
1583 wurde ein Unionsvertrag zwischen beiden Städten geschlossen, bei dem viele Streitpunkte beigelegt wurden. Die westliche Stadtmauer, Brühl- und Kempentor der Neustadt wurden abgetragen und die „Neue Straße“ als zusätzliche Verbindung zwischen beiden Partnern angelegt. Noch heute führt sie von der Wollenweberstraße zum Hückedahl.
Zu einer vollständigen Vereinigung beider Städte kam es erst 1803. Bis dahin hatte die Neustadt ihr eigenes Rathaus am Neustädter Markt und ihren eigenen Stadtherrn, den Dompropst. Nach der Vereinigung wurde das nun nicht mehr benötigte Neustädter Rathaus, das sich nördlich der Lambertikirche am Neustädter Markt befunden hatte, 1806 verkauft und abgerissen.
Siehe dazu auch Liste der Bürgermeister der Neustadt Hildesheim.
Die Neustadt entwickelte sich nach der Vereinigung mit der Altstadt zu einem eng bebauten und dicht besiedelten Wohnviertel mit zahlreichen Handwerksbetrieben. Ab 1810 wurden die mittelalterlichen Befestigungsanlagen Stück für Stück abgetragen. Von der Goschenstraße zum neu eingerichteten Bahnhof Hildesheim Ost wurde 1876 eine neue Straße angelegt, die Wörthstraße. Von 1913 bis 1945 wurde die Neustadt von der Linie 3 der Hildesheimer Straßenbahn durchquert.
Im Zweiten Weltkrieg wurde die Neustadt bei den Luftangriffen auf Hildesheim stark zerstört. Am 22. Februar 1945 wurde die Lambertikirche an Dach, Fenstern und Chor durch Sprengbomben schwer beschädigt, zahlreiche Häuser vor allem in der Goschen- und Güntherstraße sowie am Neustädter Markt wurden zerstört. Viele weitere Gebäude in der Neustadt wurden beschädigt. Bei dem letzten und schwersten Luftangriff auf Hildesheim vom 22. März 1945 wurde die Neustadt erneut und noch stärker getroffen. Die Lambertikirche und zahlreiche Häuser brannten vollständig aus. Erhalten blieben nur das markante Eckhaus mit dem Fachwerkgiebel am Neustädter Markt Ecke Goschenstraße, der südliche Teil der Wollenweberstraße, die Keßler- und Knollenstraße, Lappenberg und Gelber Stern sowie die schmale Gasse Am Kehrwieder mit dem Kehrwiederturm.

## Politik

### Ortsrat
Der Ortsrat, der die Ortschaften Stadtmitte und Neustadt vertritt, setzt sich aus elf Mitgliedern zusammen. Die Ratsmitglieder werden durch eine Kommunalwahl für jeweils fünf Jahre gewählt.

Bei der Kommunalwahl 2021 ergab sich folgende Sitzverteilung:
| Ortsrat 2021Insgesamt 11 Sitze - Linke: 1 - SPD: 2 - Grüne: 3 - Unab.: 1 - FDP: 1 - CDU: 3 |

### Ortsbürgermeister
Ortsbürgermeister ist Marcus Hollenbach (Bündnis 90/Die Grünen), Stellvertretende Ortsbürgermeister sind Katharina Schramm (CDU) und Lukas Keller (SPD). Marcus Hollenbach kündigte im März 2022 seinen Rücktritt als Ortsbürgermeister an, woraufhin Tobias Eckardt (SPD) als Nachfolger vorgeschlagen wurde.

## Kultur und Sehenswürdigkeiten

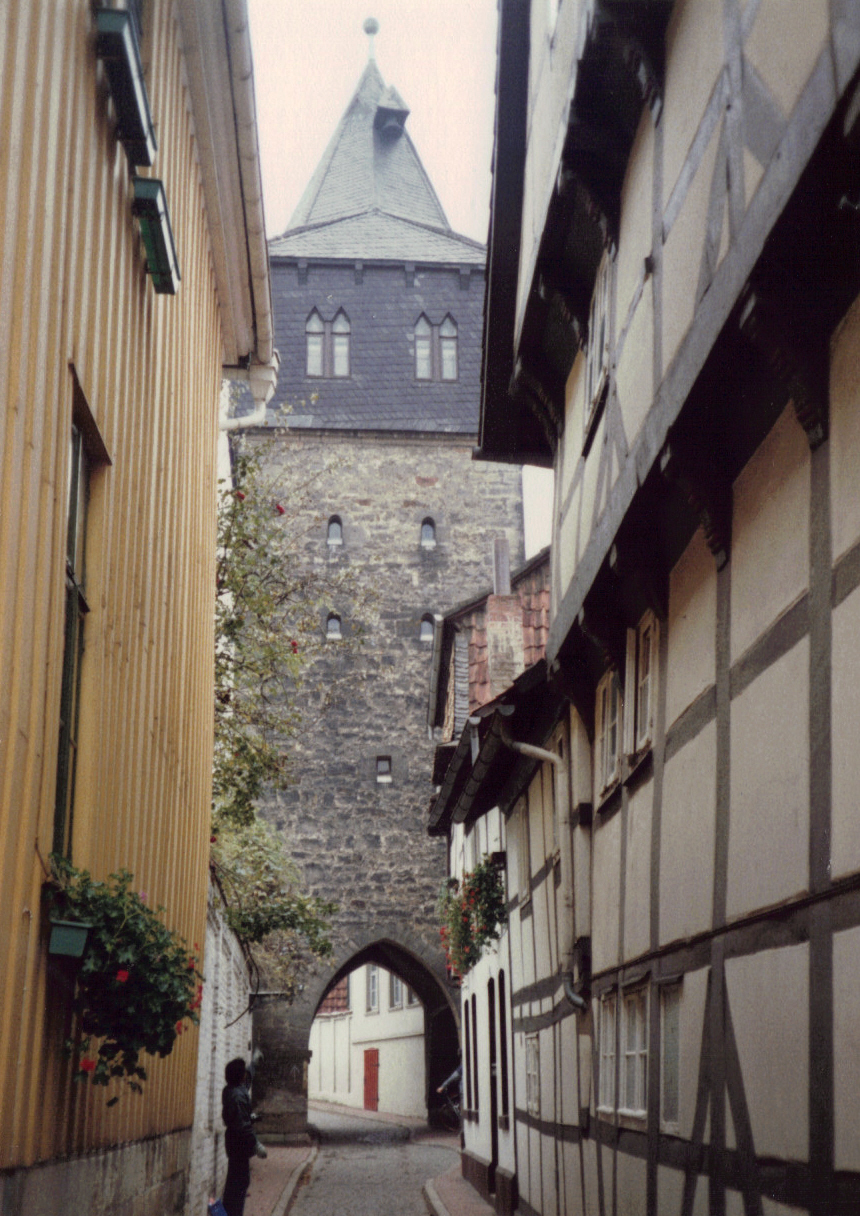
Der um 1300 errichtete Kehrwiederturm

Die Neustadt wurde hauptsächlich von Handwerkern bewohnt, wie noch heute mehrere Straßennamen zeigen, zum Beispiel Wollenweber- und Keßlerstraße. Sie war nicht nur kleiner, sondern wirtschaftlich erheblich schwächer als die Hansestadt Hildesheim. Demzufolge waren die Häuser niedriger und bescheidener gehalten. Die Wollenweberstraße, die unter ihrem heutigen Namen seit 1473 bekannt ist, wurde wegen der Mittellosigkeit ihrer Bewohner ursprünglich „Bettlerstraße“ genannt, dieser Name ist aus dem Jahre 1324 als „Bedelerstrate“ überliefert. Da viele Einwohner aus umliegenden Dörfern stammten, die zur Wüstung geworden waren, und von der Landwirtschaft lebten, handelte es sich bei den Wohngebäuden in vielen Fällen um schlichte Ackerbürgerhäuser mit einer breiten Einfahrt für einen Pferdewagen. Bei einigen der Fachwerkhäuser, die bis heute erhalten geblieben sind, ist diese Einfahrt trotz durchgeführter Umbau- bzw. Renovierungsarbeiten bis heute noch von außen erkennbar, zum Beispiel in der Knollenstraße. Vor dem Zweiten Weltkrieg bestand die Neustadt zum größten Teil aus kleineren Fachwerkhäusern ohne besondere Verzierungen oder Schmuck, wie an den Fachwerkhäusern zu sehen ist, die auf dem Gebiet der Neustadt den Krieg überstanden haben. Keines von ihnen konnte sich nur annähernd mit dem Knochenhaueramtshaus oder dem Umgestülpten Zuckerhut in der Altstadt vergleichen. Im 19. Jahrhundert wurden einige der Fachwerkhäuser abgerissen und durch etwas größere Ziegelbauten ersetzt, von denen einige wenige – zum Beispiel in der Annenstraße und am östlichen Ende der Goschenstraße – die verheerenden Zerstörungen des Zweiten Weltkriegs überstanden haben. In der Straße „Lappenberg“ in der Neustadt befand sich die 1849 fertiggestellte Synagoge, an die seit 1988 ein Denkmal erinnert. Eine Mauer aus Natursteinen lässt die Umrisse und die Größe der Synagoge erkennen.
Überragt wurde die Neustadt schon immer von der mächtigen Turmhaube der gotischen Lambertikirche (1474–1488), die nach dem Zweiten Weltkrieg wieder aufgebaut wurde, und vom Kehrwiederturm.
Bedingt durch die schweren Kriegszerstörungen besteht die Neustadt heute zum größten Teil aus Zweckbauten im Stil der 1950er Jahre. Ein typisches Beispiel ist das Gebäude der Handwerkskammer in der Braunschweiger Straße.
- Kehrwiederturm, um 1300 erbaut, einziger erhaltener Turm der Hildesheimer Stadtbefestigung.
- Lambertikirche (1474–1488), gotische Hallenkirche.
- Fachwerkhäuser, vor allem in der Knollen- und Keßlerstraße, am Lappenberg und am Gelben Stern.
- Waffenschmiedehaus, mit Schnitzereien verziertes Fachwerkhaus von 1548 mit dem Neißer Heimatmuseum.
- Dompropstei in der Keßlerstraße, mit barocker Freitreppe.
- Denkmal (1988) der Synagoge am Lappenberg.
- Reste der mittelalterlichen Stadtmauer an der Braunschweiger Straße, am Kehrwiederwall und hinter der Friedrich-List-Schule
- Wallanlagen am Kehrwiederwall.

## Wirtschaft und Infrastruktur
Die Neustadt ist wegen der zentralen Lage ein beliebtes Wohnquartier, in dessen Nähe sich die Grünanlagen von Wällen, Ernst-Ehrlicher-Park und Sedanstraße ausbreiten. Sie gehört zum Stadtteil Stadtmitte und Neustadt, der Alt- und Neustadt sowie das Gebiet zwischen Kaiserstraße und Hauptbahnhof umfasst und auf einer Fläche von 2,69 km² am 31. Dezember 2005 13.185 Einwohner zählte. Mittwochs und samstags findet auf dem Neustädter Markt ein Wochenmarkt statt. In der Wollenweber- und Goschenstraße, die als „Goslersche Straße“ bereits 1317 erwähnt wurde, befinden sich zahlreiche Einzelhandelsgeschäfte, Handwerks- und Dienstleistungsbetriebe wie Gaststätten und Cafés. Schulen und andere Bildungsstätten sind zu Fuß schnell zu erreichen.
Die Stadtbuslinie 2 stellt die Verbindung zum Hauptbahnhof, zu den Haupteinkaufsstraßen des Stadtkerns und zu verschiedenen anderen Stadtteilen her.

## Persönlichkeiten
- Friedrich Weinhagen (1804–1877), Jurist und Politiker, führende Figur der Deutschen Revolution 1848/49 in Hildesheim; wohnte seit 1833 im Gebiet der Neustadt